# Dollartmuseum
Das Dollartmuseum liegt in Bunde in der gleichnamigen ostfriesischen Gemeinde. Es ist eine Außenstelle des Heimatmuseums Rheiderland. Untergebracht ist es im Wiemannshof, einem Gulfhof aus dem 18. Jahrhundert mit Hofstelle. Während das Wohnhaus zunächst in ein Restaurant und dann in eine Arztpraxis umgebaut wurde, beherbergt der Scheunenteil das Dollartmuseum und informiert über die Siedlungsgeschichte und Wirtschaft des Ortes und die Geschichte des Dollarts.

## Geschichte und Ausstellung
Das Museum entstand 1997 nach der Sanierung eines alten Gulfhofes. Schwerpunkte der Sammlung sind die Geschichte des Dollarts sowie des Deichbaus. In weiteren Ausstellungsbereiche zeigt das Museum alte Handwerks- und Fischereitechniken, die Entwässerung und die Natur der Region.